# Солтанкенд (Исмаиллинский район)
Солтанкенд (азерб. Soltankyand) — село в Исмаиллинском районе Азербайджана.
История и география
Прежние названия 	до 1989 — Нор Шен

## География
Село расположено в 26 км на юго-запад от районного центра Исмаиллы, в 175 км к западу от Баку, в 15 км на юге от русского села — Ивановка, в 2 км к юго-востоку от села Уштал, в 2 км севернее от села Галагах и 9 км к северу от города Гёйчай.

## История
Армянское название села: до 1989 года — Нор Шен.
До 1988 года село Солтанкянд было населено преимущественно армянами. Наряду с 24 другими сёлами района оно принадлежало к области, называемой в армянской историографии Бун Алуанк. Их основали в XIV—XV веках беженцы из Карабаха. К 1914 году население деревни достигло почти 1758 человек. Была построена школа на 250 учеников. Но в 1918 году село было опустошено. После установления советской власти часть армян вернулась в село и начала его восстановление.
После сумгаитских событий село оказалось в блокаде, начались перебои с газом и электричеством, был затруднён выезд из села. В декабре 1988 года армяне были вынуждены покинуть родные дома и направиться к границе с Арменией, которую пересекли в тот же день.

## Население
До 1988 года, то есть до начала конфликта в Карабахе, основными жителями селения были армяне, затем в национальном составе села стали преобладать беженцы из Армянской ССР-курды и азербайджанцы.
Численность населения — 1038 человека на 1 декабря 1988, 997 человек на 1 января 2023г

## Экономика
В советское время в селе было развито сельское хозяйство, в основном животноводство и виноградарство. В XXI веке экономическая деятельность населения ограничивается ведением натурального хозяйства.

## Достопримечательности
В селе есть памятник участникам Великой Отечественной войны Советского народа против фашистской Германии в 1941-1945 гг.

## Источник
- Аревик Тамразян. 20 лет со дня невольного изгнания… Информационный центр газеты армян России «Еркрамас» (27 ноября 2008).